# Коканбаев, Фазыл
Фазыл Коканбаев (узб. Fozil Qoʻqonboyev; 1904 — неизвестно) — советский узбекский хозяйственный, государственный и партийный деятель.

## Биография
Родился в 1904 году. Член КПСС.
Выпускник Московской Промышленной Академии. С 1939 года — на хозяйственной, общественной и политической работе. В 1939—1974 гг. — народный комиссар текстильной промышленности Узбекской ССР, заместитель председателя СНК Узбекской ССР, секретарь ЦК КП(б) Узбекистана по текстильной и лёгкой промышленности, секретарь Кашка-Дарьинского областного комитета, 1-й секретарь Ферганского областного комитета КП(б) Узбекистана, заместитель министра промышленности товаров широкого потребления, министр лёгкой промышленности Узбекской ССР, председатель СНХ Самаркандского экономического административного района, торговый представитель СССР в Объединённой Арабской Республике, заместитель начальника Главного управления Министерства внешней торговли СССР, министр лёгкой промышленности Узбекской ССР, торговый представитель СССР в Судане, торговый представитель СССР в Кении.
Делегат XIX съезда КПСС.